# Kirov (križarka)
Kirov (rusko Киров) je bila težka jedrska raketna križarka razreda Orlan ruske vojne mornarice. Poimenovana je bila po boljševiku Sergeju Mironoviču Kirovu.
Razred je razvil leningrajski Severni projektno-konstruktorski biro pod vodstvom glavnega konstruktorja Borisa Kupenskega. Gredelj Kirova je bil položen 27. marca 1974 v Baltiški ladjedelnici, splavljena je bila 26. decembra 1977 v uporabo pa je bila dana 30. decembra 1980. Postala je del Severne flote. Leta 1984 je bila nameščena v Sredozemsko morje. Med 1. decembrom 1989 in 17. februarjem 1990 je bila poslana na svojo drugo odpravo, ponovno v Sredozemsko morje. Med odpravo se je zgodila nesreča jedrskega reaktorja. Po odpravi je bila poslana v rezervo. Leta 1992 je bila preimenovana v Admirala Ušakova, vendar je bilo leta 2004 ladji vrnjeno prvotno ime, ko je ime Admiral Ušakov prejel rušilec razreda Sarič. Leta 1999 se je začel remont, ki ni bil končan in ladja je bila leta 2002 upokojena. Leta 2019 se je ruska vlada odločila Kirova razrezati.

## Načrt
Ruska oznaka za ta tip ladje je »težka jedrska raketna križarka«, vendar so nekateri zahodni obrambni poročevalci ponovno obudili izraz bojna križarka za njihovo opisovanje, saj so največje površinske vojne ladje na svetu.
Ladja je bila zgrajena drugače od naslednjih ladij v razredu Orlan. Na sprednjem delu ladje sta bila nameščena protipodmorniška sistema Rastrub-B in ne osem celic raket za zračno obrambo Kinžal. Na krmi sta nameščena dva 100 mm topova in ne en dvojni 130 mm top AK-130. V bližini vzletišča so bili štiri 30 mm protiletalski topovi.
Razred je bil zgrajen z namenom uničevanja udarnih skupin letalonosilk ameriške vojne mornarice na odprtem morju. Glavna oborožitev je dvajset protiladijskih izstrelkov P-700 Granit, s 96 izstrelki za zračno obrambo dolgega dosega S-300F(M) Fort in močno protipodmorniško oborožitvijo pa je ladja na poti proti grupacijam sovražnikovih plovil zaščitena pred vsemi skupinami groženj.
Ladje razreda Orlan so edine ladje sovjetske in ruske vojne mornarice na jedrski pogon. Ta jim omogoča neomejen doseg, vendar pri največji hitrosti 20 vozlov, za polno hitrost 32 vozlov je pa potrebna tudi uporaba plinske turbine. Pogon zagotavljata dva jedrska reaktorja VM-16 s parnima turbinama KN-3. Jedrski reaktor KN-3 je bil razvit v biroju OKBM Afrikantov na podlagi jedrskega reaktorja OK-900 za ledolomilce. Gre za tlačnovodni reaktor z gorivnimi celicami iz visoko obogatenega (70 %) urana (izdelanimi v strojni tovarni v Elektrostalu, Moskovska oblast), kar omogoča polnjenje vsakih deset–enajst let in zagotavlja 171 MW termalne moči. Hladilni sistem jedrskega reaktorja sestavljata dva kroga. V prvem je destilirana voda, ki deluje tudi kot moderator in kroži skozi sredico reaktorja pri velikem pritisku (okrog 200 atmosfer), v drugem pa vodna para, ki poganja turbine. Električno energijo zagotavljajo štiri parni turbogeneratorji moči 3 MW in štiri plinski turbogeneratorji moči 1,5 MW tovarne Proletarski zavod, Sankt Peterburg.